# Collemataceae
Famille
Les Collemataceae sont une famille de champignons ascomycètes. Ce sont des lichens associés à des cyanobactéries, le plus souvent du genre Nostoc. Le thalle est gélatineux, foliacé ou fruticuleux, de couleur sombre, variant du gris verdâtre au noir. La famille, représentée dans toutes les parties du monde, comporte actuellement 300 espèces environ regroupées en 8 genres.

## Liste des genres
Selon Outline of Ascomycota—2009 :
- Collema
- Homothecium
- Leciophysma
- Leightoniella
- Leptogium
- Physma
- Ramalodium
- Staurolemma